# Pistillina
Pistillina is een geslacht van schimmels behorend tot de familie Typhulaceae. De wetenschappelijke naam werd gepubliceerd in 1888 door de Franse mycoloog Lucien Quélet. De typesoort is Pistillina hyalina.

## Soorten
Volgens Index Fungorum bevat het geslacht twee soorten (peildatum maart 2023):
| Soortnaam         | Auteur(s)    | Publicatiejaar |
| ----------------- | ------------ | -------------- |
| Pistillina calyx  | R. Heim      | 1949           |
| Pistillina typhae | (Höhn.) Donk | 1954           |